# توماس جون كارليسلي
توماس جون كارليسلي (بالإنجليزية: Thomas John Carlisle)‏ هو شاعر أمريكي، ولد في 11 أكتوبر 1913، وتوفي في 17 أغسطس 1992.